# Révolte des croquants
On appelle révoltes ou insurrections des croquants (Susmauta deus Crocants en occitan) plusieurs révoltes populaires du Sud-Ouest de la France aux XVIIe et XVIIIe siècles. Les principales causes de ces révoltes ont été d'ordre fiscal mais également politique.

## Origines
Le terme « croquants » désignait à l'origine les nobles dont on disait qu'ils voulaient croquer le peuple. La noblesse retourna ce sobriquet sur le peuple révolté, à qui le nom de croquants resta. Cependant, ce terme étant péjoratif, les révoltés préféraient s’appeler entre eux les tard-avisés ou les chasse-voleurs selon les régions.
D'autres historiens expliquent que le bourg de Crocq, dans la Creuse, fut le berceau de l'insurrection paysanne à partir de 1592, le gentilé « croquants » devenant nom générique de tous les insurgés.

## Révoltes

### Révoltes de 1593 - 1595
Ces révoltes ont lieu dans le contexte des guerres de religion. À partir de Turenne en Limousin en 1594, elles se répandent ensuite dans le Périgord. Massacrés par la noblesse en juin 1594, les révoltés rejoignent le camp des royalistes. En juillet 1595, les croquants se révoltent à nouveau et, en septembre, ils combattent la noblesse locale : les batailles de Saint-Crépin d'Auberoche et de Condat-sur-Vézère mettent fin à la révolte[réf. nécessaire].
D'autre part, en Guyenne, de 1593 à 1595, des insurrections se développent, encadrées par les notables royalistes, catholiques modérés ou protestants, partisans d'Henri IV. Leurs principales revendications sont néanmoins toujours fiscales et l'influence de la question religieuse est faible. Ces croquants ont le mépris des villes et leurs principaux ennemis sont les chefs ligueurs. Il arrive que ces révoltés deviennent dangereux pour le pouvoir royal, tels les croquants du Languedoc massacrés par les troupes royalistes[réf. nécessaire].
On trouve des révoltes similaires en Bourgogne où les vignerons se révoltent[réf. nécessaire].

### Révolte de  1624 en Quercy
Les paysans du Quercy se révoltèrent au printemps 1624 à la suite de l'annulation de l'exemption à la gabelle dont bénéficiait le Quercy. Entre 5 000 et 16 000 hommes, armés de bâtons, d'outils, de piques et certains de fusils ont brûlé les propriétés et récoltes des collecteurs d'impôts. Les révoltés ont été dispersés à Cahors sans combat par l'armée de Richelieu commandée par le maréchal Pons de Lauzières-Thémines. Les chefs de la révolte ont été exécutés : Doüat a été écartelé le 8 juin 1624 à Figeac et Barrau pendu à Gramat le 10 juin. Les paysans ont été soumis aux collecteurs d'impôts.

### Révoltes de 1635 - 1637
Une autre révolte de croquants a lieu plus tard dans le contexte de la guerre contre l'Espagne : la pression fiscale est lourde et des émeutes éclatent en Guyenne en 1635. À l’origine, elles sont dues à la taxe des cabaretiers (sur le vin), mais la contestation porte aussi sur les trop fortes tailles et les insurgés réclament également une dîme qui ne profiterait qu’aux petits curés, car ils méprisent le haut clergé.
La révolte est proche des petites villes mais voue une haine au pouvoir centralisateur parisien.
En 1636, des soulèvements dans les campagnes apparaissent contre les tailles en Angoumois et au Périgord. La Mothe de la Foret, un gentilhomme, prend leur tête en 1637. Sous son commandement, la guerre est ordonnée et il interdit le pillage. C’est le début de l’une des plus grandes guerres civiles déclenchées par des paysans.
Le duc de La Valette, envoyé par le roi, arrive du Pays basque avec trois mille hommes et met fin à la révolte le 1er juin 1637 à la bataille de La Sauvetat-du-Dropt. Un millier de croquants meurent, mais une amnistie sera accordée.

### Révoltes de 1638 - 1642
Mais dès 1638, Pierre Grellety prend la relève et poursuit les embuscades et les coups de main, tout en repoussant les soldats du Roi, beaucoup plus nombreux. En 1642, la révolte s'arrêtera avec l'amnistie des rebelles par Richelieu, plus préoccupé par les relations avec le royaume d'Espagne.

### Révolte de 1643
En juin 1643, à la mort de Louis XIII, les paysans du Rouergue, dits les croquants, se soulèvent. Les révoltés menés par Bernard Calmels, dit Lafourque investissent Marcillac, la révolte s'étend, ils sont 1 200 ensuite à se rendre à Villefranche-de-Rouergue. Dirigés par le chirurgien-barbier Jean Petit  et le maçon-aubergiste Guillaume Bras, ils contraignent l'intendant de Charreton à signer deux ordonnances, l'une donnant décharge des tailles de l'année pour tout le Rouergue, l'autre les ramenant au taux de 1618. Forts de cette réussite, les croquants reviennent au cœur de l'été, au nombre de 10 000, mettre le siège devant Villefranche, mais ils sont défaits par le gouverneur de la province. Les meneurs sont arrêtés. Jean Petit et Guillaume Bras sont roués vifs. Bernard Calmels parvient à s'échapper et se replie au château de Najac. Les troupes de Mazarin, menées par le comte de Noailles, gouverneur de Najac, reprennent Najac. Bernard Calmels et deux de ses lieutenants, Ferrier, et le tisserand Mathieu Vergnes, sont arrêtés, condamnés et roués vifs en octobre 1643. La tête de Bernard Calmels sera exposée au bout d'une pique sur une tour de Marcillac d'où était partie la révolte. Jean Petit cacha son testament qui fut retrouvé par une colonie [???]. Aujourd'hui son testament est dans le musée de Villefranche-de-Rouergue, ainsi que tous les indices qui ont aidé cette colonie à trouver ce testament[réf. nécessaire].

### Révolte des Tard-avisés en 1707 en Quercy
Pendant la guerre de Succession d'Espagne, l'état désastreux des finances du royaume a entraîné l'apparition de nouvelles taxes. Le 7 mars 1707, à la suite de taxes sur des contrats de mariage et des baptêmes, les paysans de plusieurs paroisses du Quercy se sont soulevés, pillant les maisons des notables à Floressas. Le 15 mars, 400 insurgés envahissent Sérignac. À Cahors, 30 000 hommes se sont rassemblés, sous le nom de « Tard-Avisés ». Le maréchal de Montrevel, venu de Montauban, dispersa la manifestation. Le 2 mai, les dragons chassèrent les « Tard-Avisés » à Sérignac, 100 paysans furent tués ou blessés au cours de cette dragonnade. Six meneurs furent pendus.

## Adaptations
Ces événements historiques ont inspiré le titre du roman d'Eugène Le Roy, Jacquou le Croquant. Deux adaptations en ont été tirées, l'une pour la télévision, l'autre, plus récente (et moins réaliste), pour le cinéma, réalisée par Laurent Boutonnat et sortie le 17 janvier 2007.
En 1995, le groupe de musiques occitanes Nadau raconte une partie de la révolte de 1643 à travers la chanson Auròst tà Joan Petit ou Requiem pour Jean Petit.